# 朱厚炢
永豐安僖王朱厚炢（1494年—1562年），明朝第四代永豐王，永豐榮和王朱祐栶庶長子，淮靖王朱瞻墺之玄孫。

## 生平
弘治九年（1496年）正月賜名。
嘉靖二十四年（1545年）十二月，明世宗遣武靖伯趙國斌等為正使，翰林院編修高拱等為副使，持節冊封朱厚炢為永豐王。
嘉靖四十一年（1562年）去世。萬曆三年（1575年）其庶第二孫朱翊鈠嗣位。
其墓在饒州府城西梧桐山。

## 子孫
- 庶長子：永豐長子朱載址
- 庶次子：鎮國將軍朱載坫[7]
  - 第一子：輔國將軍朱翊銘[8]
  - 第二子：輔國將軍朱翊鉉[8]
  - 第三子：輔國將軍朱翊鎧[8]
  - 第四子：輔國將軍朱翊鍵[8]
  - 第五子：輔國將軍朱翊鋀[8]
- 庶三子：鎮國將軍朱載𡌥[7]
  - 第一子：輔國將軍朱翊鋌[8]
    - 第一子：奉國將軍朱常渷[8]

## 評價
好和不爭，小心畏忌。